# 圣西尔克拉波皮
圣西尔克拉波皮（法語：Saint-Cirq-Lapopie，法語發音：[sɛ̃ siʁk lapɔpi]）是法国洛特省的一个市镇，位于该省东南部，洛特河谷中，属于卡奥尔区。

## 地理
圣西尔克拉波皮（44°27'52"N, 1°40'11"E）面积17.89 平方千米，位于法国奧克西塔尼大區洛特省，该省份为法国西南部内陆省份，北起顺时针与科雷兹省、康塔爾省、阿韦龙省、塔恩-加龙省、洛特-加龍省和多尔多涅省接壤。
与圣西尔克拉波皮接壤的市镇（或旧市镇、城区）包括：布济耶斯、图尔德福尔、克雷戈勒、孔科特、贝尔冈蒂、埃斯克洛泽勒、埃斯康、圣热里韦尔。

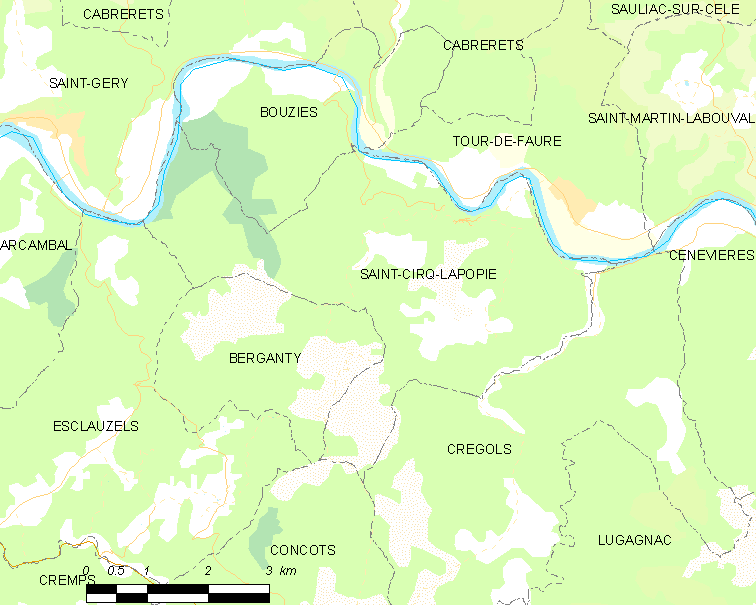
圣西尔克拉波皮的OSM定位图

圣西尔克拉波皮的时区为UTC+01:00、UTC+02:00（夏令时）。

## 行政
圣西尔克拉波皮的邮政编码为46330，INSEE市镇编码为46256。

## 政治
圣西尔克拉波皮所属的省级选区为科斯与谷地县。

## 人口

1962-2008年间圣西尔克拉波皮人口变化图示

圣西尔克拉波皮于2022年1月1日时的人口数量为204人。